# Syzeuctus crassitarsis
Syzeuctus crassitarsis är en stekelart som beskrevs av Telenga 1930. Syzeuctus crassitarsis ingår i släktet Syzeuctus och familjen brokparasitsteklar. Inga underarter finns listade i Catalogue of Life.